# Menschen hinter Gittern
Menschen hinter Gittern è un film del 1931 diretto da Pál Fejös.

## Produzione
Il film, prodotto dalla Cosmopolitan Productions per la Metro-Goldwyn-Mayer (MGM), venne girato a Berlino.

## Distribuzione
Distribuito dalla Metro-Goldwyn-Mayer (MGM), uscì nelle sale cinematografiche tedesche, presentato a Berlino il 24 giugno 1931.